# Episodi di Tutti pazzi per amore (seconda stagione)
La seconda stagione di Tutti pazzi per amore è andata in onda in prima visione dal 21 marzo al 24 maggio 2010. La serie è stata trasmessa due episodi per volta ogni domenica, ad eccezione del terzo e quarto episodio (lunedì 22 marzo 2010), del ventunesimo e ventiduesimo (martedì 18 maggio 2010) e del venticinquesimo e ventiseiesimo (lunedì 24 maggio 2010).
| nº | Titolo                            | Prima TV Italia |
| -- | --------------------------------- | --------------- |
| 1  | Domani è un altro giorno          | 21 marzo 2010   |
| 2  | Eternità                          | 21 marzo 2010   |
| 3  | Bye bye baby                      | 22 marzo 2010   |
| 4  | Cosa resterà (di questi anni '80) | 22 marzo 2010   |
| 5  | Gloria                            | 28 marzo 2010   |
| 6  | Ciao amore, ciao                  | 28 marzo 2010   |
| 7  | Ascolta il tuo cuore              | 4 aprile 2010   |
| 8  | Una carezza in un pugno           | 4 aprile 2010   |
| 9  | Dimmi quando                      | 11 aprile 2010  |
| 10 | Se stasera sono qui               | 11 aprile 2010  |
| 11 | La lontananza                     | 18 aprile 2010  |
| 12 | Innocenti evasioni                | 18 aprile 2010  |
| 13 | Bianco Natale                     | 25 aprile 2010  |
| 14 | Senza paura                       | 25 aprile 2010  |
| 15 | Un attimo di pace                 | 2 maggio 2010   |
| 16 | In ginocchio da te                | 2 maggio 2010   |
| 17 | Il mare d'inverno                 | 9 maggio 2010   |
| 18 | Via                               | 9 maggio 2010   |
| 19 | Senza pietà                       | 16 maggio 2010  |
| 20 | Almeno tu nell'universo           | 16 maggio 2010  |
| 21 | Mi fido di te                     | 18 maggio 2010  |
| 22 | Non gioco più                     | 18 maggio 2010  |
| 23 | Tra te e il mare                  | 23 maggio 2010  |
| 24 | I migliori anni della nostra vita | 23 maggio 2010  |
| 25 | Quando due si lasciano            | 24 maggio 2010  |
| 26 | Love is in the air                | 24 maggio 2010  |

- Cast fisso: Emilio Solfrizzi (Paolo Giorgi), Antonia Liskova (Laura), Alessio Boni (Adriano Ventoni), Carlotta Natoli (Monica), Francesca Inaudi (Maya), Irene Ferri (Rosa), Marina Rocco (Stefania), Luca Angeletti (Giulio Pierantoni), Ariella Reggio (Sofia), Pia Velsi (Filomena), Nicole Murgia (Cristina), Marco Brenno Placido (Emanuele Balestrieri), Laura Calgani (Nina), Carla Signoris (Carla), Giuseppe Battiston (Freiss), Neri Marcorè (Michele Ventoni), Piera Degli Esposti (Clelia), Luigi Diberti (Mario Del Fiore).
- Ricorrenti: Sonia Bergamasco (Lea), Corrado Fortuna (Elio Franci), Pietro Taricone (Ermanno), Paola Cortellesi (Voce dell'eternità),.

## Domani è un altro giorno
- Diretto da:
- Scritto da:

### Trama
Monica e Michele e Laura e Paolo sono in procinto di sposarsi.
Paolo, nella serie precedente, aveva lasciato Laura sull'altare perché non riusciva a superare il fatto che la sua quasi moglie fosse tornata fra le braccia dell'ex marito, Riccardo Balestrieri, di cui Paolo è gelosissimo, pur sapendo della sua omosessualità. Le due coppie, che programmano un romantico matrimonio a quattro, sono prese dall'ansia e dall'agitazione: Laura spera che questa seconda occasione, in compagnia della sua migliore amica Monica, andrà meglio.
Cristina ed Emanuele intanto riprendono la scuola, con l'anno della maturità e una nuova, affascinantissima new entry: Viola, di cui Emanuele si scoprirà follemente innamorato solo dopo la loro sfida a colpi d'intelligenza.
In redazione iniziano i provini per assumere il nuovo grafico: tra i candidati si presenta Ermanno, amico di Michele ed ex di Monica, che la donna non ricorda certo con molto piacere. Maya si innamora di Tommaso, uomo sposato e con figli, mentre Rosa viene lasciata dal marito; Lea si scopre più umana di quello che pensava essere e si innamora di nuovo.
Entra in scena anche Adriano, fratello di Michele, un bizzarro ornitologo che arriva nell'appartamento dei futuri sposi il giorno prima delle nozze.
Monica scopre di essere incinta, ma decide di dirlo a Michele soltanto dopo le nozze, temendo che questa notizia possa fargli cambiare idea.
Commentatori a bordo campo delle vicende dei protagonisti sono la signorina e il Dott. Freiss, tra i quali si intreccerà una storia d'amore appassionante che continuerà in tutte le puntate a seguire.
- Canzoni interpretate nell'episodio: Amarti è l'immenso per me, Ballo, ballo .
- Ascolti Italia: telespettatori 5.396.000 - share 19,98%[1]

## Eternità
- Diretto da: Riccardo Milani
- Scritto da:

### Trama
Il grande giorno è arrivato: Monica e Laura si preparano per il matrimonio, ignare del fatto che i loro futuri mariti stanno ancora dormendo. Sarà una telefonata delle due spose a svegliarli e questi, presi dal panico, cercheranno di arrivare in tempo al matrimonio.
Anche Giulio e Stefania, testimoni di nozze, si stanno preparando, ma qualcosa sconvolgerà i loro piani: infatti, la donna ha le contrazioni, e corre in ospedale con il compagno.
In chiesa è tutto pronto e gli invitati aspettano l'arrivo degli sposi: ma questi comunicano a tutti che i loro testimoni arriveranno in ritardo e quindi ci sarà da aspettare. Monica decide di occupare la chiesa, dato che successivamente al matrimonio erano previsti cinque battesimi, e Laura e Paolo si recano in ospedale da Giulio e Stefania. Fortunatamente era un falso allarme: è ancora presto per la nascita delle gemelle, e i due arrivano in chiesa pronti a dare inizio alle nozze. 
Questa volta sembra che le cose stiano andando per il verso giusto, ma poco prima di pronunciare il fatidico sì, Michele muore colpito da un infarto.
- Ascolti Italia: telespettatori 4.826.000 - share 24,23%[1]

## Bye bye baby
- Diretto da:
- Scritto da:

### Trama
Monica non accetta la morte di Michele, e viene a sapere che anche lui avrebbe voluto avere un figlio da lei. Paolo, invece, per non pensare alla perdita del suo migliore amico si dà da fare, con l'aiuto di Adriano, per organizzare un funerale perfetto. Nel frattempo, Stefania ha partorito le due gemelle, Rebecca e Rachele. 
In redazione torna Ermanno per consolare Monica, che però lo odia ancora per tutto quello che le ha fatto.
Intanto viene ritrovato un diario di Michele, nel quale lui stesso immaginava il suo funerale ed esprimeva i suoi desideri: preferiva che non ci fosse un'aria luttuosa, ma musica e felicità per dargli l'ultimo saluto. 
- Ascolti Italia: telespettatori 5.407.000 - share 18,61%[1]
- Canzoni interpretate nell'episodio: Cheek To Cheek ,Bye Bye Baby (Marilyn Monroe).

## Cosa resterà (di questi anni '80)
- Diretto da:
- Scritto da:

### Trama
Lea ed Ermanno passano una notte insieme e, per Lea, deve rimanere un segreto. 
Nel frattempo, Cristina si iscrive ad un corso di kick boxing dove incontra un ragazzo bellissimo: poco dopo scoprirà che si tratta di Raoul, il suo insegnante.
Inoltre, a scuola la ragazza ottiene un voto più alto di Emanuele ad un tema e quest'ultimo non riesce a farsene una ragione. 
Laura cerca di far reagire Paolo, facendogli leggere il tema di Cristina, nel quale la figlia ha parlato di Michele. 
Monica confessa a tutti di essere incinta di Michele e Paolo le dice che anche lui avrebbe voluto avere un figlio da lei: le preoccupazioni della donna, che aveva deciso di non dire niente al futuro marito, erano dunque infondate. Nel frattempo, Michele, dall'alto, festeggia per la notizia. Monica si addolcisce e invita Adriano a stare a casa sua, ma non vuole pietà dall'ornitologo. Maya è felice con Tommaso, un uomo sposato, e decide di confessare alle amiche la notizia. Loro, però, non amano il tradimento, soprattutto Rosa, che ne sa qualcosa.
- Canzoni interpretate nell'episodio: Gold (Spandau Ballet) .
- Ascolti Italia: telespettatori 4.495.000 - share 18,70%[1]

## Gloria
- Diretto da:
- Scritto da:

### Trama
Il successo del libro di Laura si diffonde largamente, ma le ragazze della redazione non sono altrettanto entusiaste del libro dell'amica. Maya, Rosa e Lea infatti si riconoscono nei ritratti di donne che Laura ha fatto nel suo libro e non hanno intenzione di perdonare l'amica per essere state messe sulla pubblica piazza. Adriano, nel frattempo, cerca di trovare il modo di stare vicino a Monica, ma l'impresa non è facile. E così, l'uomo, finisce per affidarsi ai consigli di Paolo che si spaccia per profondo conoscitore dell'animo femminile. Paolo, intanto, sempre più insoddisfatto del suo lavoro, inizia a valutare l'ipotesi di prendersi un periodo di pausa e dedicarsi alla casa.
- Canzoni interpretate nell'episodio: Gloria/Aria di lei , Adesso tu/Un nuovo amore .
- Ascolti Italia: telespettatori 4.624.000 - share 17,62%[1]

## Ciao amore, ciao
- Diretto da:
- Scritto da:

### Trama
Laura prova a chiarirsi con le sue amiche, ma non riesce ad ottenere alcun risultato. Il rapporto tra Monica e Adriano procede a gonfie vele: l'impacciato ornitologo riesce a soddisfare ogni minimo desiderio della futura mamma. Dal paradiso Michele è disperato per le scelte dei suoi cari: Adriano ha venduto il suo ristorante per acquistare la cima di una montagna e Paolo ha deciso di fare il casalingo per permettere a Laura di proseguire la sua carriera di scrittrice. Maya decide di incontrare la moglie di Tommaso, il suo amante, ma l'incontro mette ko l'autostima della bizzarra giornalista: la sua rivale in amore è una bellissima donna in carriera che fa la chirurga plastica. La relazione tra Lea ed Ermanno viene allo scoperto quando Rosa li sorprende insieme, dopo una notte d'amore, nella redazione di Tu donna. 
Nel frattempo, in casa Pierantoni, Giulio teme che Stefania soffra di comportamenti ambivalenti. Quando la neomamma si rende conto che forse suo marito non ha tutti i torti si sente in colpa nei confronti delle sue figlie, tanto che Laura e Clelia si adoperano per darle una mano, senza però ottenere risultati concreti. Emanuele vuole stupire Viola a tutti i costi, ma l'impresa è davvero ardua. Allo stesso modo Cristina è decisa a rintracciare Raoul perché si scopre follemente innamorata del bell'istruttore.
Laura chiede a Monica di organizzare, all'insaputa delle ragazze, la presentazione ufficiale del suo libro nella redazione. Con la scusa di non riuscire a parlare in pubblico, Laura chiede all'amica di essere lei la moderatrice dell'incontro. Questa richiesta terrorizza Monica che incontra Michele in sogno per chiedergli aiuto. La presentazione del libro sarà per Laura l'occasione per spiegarsi e riconciliarsi con le sue amiche. Paolo va a trovare Valeria e le spiega le motivazioni per cui non ha ricevuto il finanziamento. La ragazza amareggiata gli rivela che dovrà vendere la proprietà se non riuscirà a trovare un socio. Solo dopo un'accurata riflessione, Paolo comprende che il socio di Valeria potrebbe essere lui.
- Canzoni interpretate nell'episodio: Alghero/Occhiali colorati .
- Ascolti Italia: telespettatori 4.248.000 - share 20,15%[1]

## Ascolta il tuo cuore
- Diretto da:
- Scritto da:

### Trama
Laura prende bene la notizia che Paolo intende licenziarsi per concretizzare i suoi sogni e mettersi realmente in gioco con l'avventura del vivaio. Valeria è entusiasta della proposta di Paolo e accantona subito la prospettiva di vendere la sua proprietà.
Giulio è disperato. Dopo la fuga di Stefania si ritrova da solo a prendersi cura delle gemelle anche se il sostegno di Clelia, di Mario e delle zie non tarda ad arrivare. Laura, preoccupata per la sorella, prova a rintracciarla, ma è la stessa fuggitiva a farsi viva per spiegare che non intende tornare a casa perché non crede di essere portata a fare la mamma.
Monica ha le prime nausee mattutine, ma ciò che la preoccupa realmente è lo strano comportamento di Adriano. L'ornitologo confessa a Paolo il suo timore di essere impazzito: le visioni di Monica nuda lo tormentano impedendogli di concentrarsi sul lavoro e sulla missione di prendersi cura della futura mamma. 
In redazione bisogna scegliere il servizio di copertina. Maya, Lea e Rosa, prese dalle loro avventure sentimentali, propongono alla direttrice storie legate doppio filo alla propria vita, ma Monica vede nella fuga di Stefania l'opzione giusta. Rosa è scoraggiata dopo l'appuntamento con l'uomo conosciuto al supermercato e Maya decide di regalarle la sua preziosa agendina su cui sono appuntati i recapiti degli uomini che con cui ha avuto una relazione. Ermanno, profondamente innamorato di Lea, vuole presentarla ai suoi amici.
Dopo aver supposto una relazione tra Viola e Raoul, Emanuele e Cristina scoprono che i due ragazzi sono fratelli. Questa notizia alimenta le speranze di riuscire a conquistarli. Cristina prova a fare amicizia con la sorella del suo amato che le propone ripetizioni di greco. Il pomeriggio di studio è l'occasione per avere più informazioni su Raoul e riuscire a capire quanto Viola possa essere interessata ad Emanuele.
Paolo incontra Michele in sogno; l'amico appoggia in pieno la sua decisione di licenziarsi e affiancare Valeria nella realizzazione del vivaio.
Monica vuole capire qual è il motivo che sta portando il mancato cognato ad allontanarsi da lei e organizza una cena per stare sola con lui. Adriano rifiuta l'invito e si accorge di essere ossessionato dalla figura di Monica. Una mattina, rincasando, Adriano trova Monica svenuta sul pavimento. Nel momento in cui la soccorre si accorge che le sue visioni sono svanite.
Paolo e Valeria iniziano a lavorare al vivaio. I neo colleghi entrano subito in confidenza e si confrontano sui rispettivi compagni a cui non vedono l'ora di mostrare il proprio lavoro. Laura, nonostante gli impegni da scrittrice, trova il tempo di raggiungere Paolo che, entusiasta, le mostra il suo progetto.
- Canzoni interpretate nell'episodio: Lamette/Canta sempre .
- Ascolti Italia: telespettatori 3.964.000 - share 17.58%[1]

## Una carezza in un pugno
- Diretto da:
- Scritto da:

### Trama
Stefania torna a casa di nascosto per vedere le gemelle; quando si accorge della sua presenza, Giulio mette in atto una fuga per lasciare la moglie sola con le sue creature. L'uomo crede che questa strategia sia utile per far ravvedere Stefania e farle capire che fare la mamma è un compito faticoso, ma allo stesso tempo emozionante. Proprio durante la sua permanenza fuori casa, Giulio riceve la telefonata dell'agenzia per le adozioni che annuncia l'arrivo del piccolo Yang.
Paolo organizza una colazione speciale per Laura con l'obiettivo di ritagliare un po' di tempo per loro, ma è proprio in questa situazione che scopre i guadagni della sua compagna. La carriera di Laura è lanciatissima tant'è vero che il suo editore le propone un viaggio di lavoro. La neo scrittrice teme che i troppi impegni lavorativi la possano allontanare dalla famiglia e in particolare dall'uomo che ama. Paolo, nonostante sia molto turbato da questa situazione, finge di non temere il successo della sua compagna e la incoraggia a partire.
Monica inizia a raccogliere informazioni sulla gravidanza e i pericoli che possono correre sia lei che il bambino; terrorizzata confida le sue paure ad Adriano, l'unico che riesce con la sua presenza a donarle un po' di serenità. Sono questi momenti d'intimità che portano l'ornitologo ad accorgersi che dentro di lui sta nascendo un sentimento per Monica che va al di là del semplice affetto tra cognati.
Dopo le ripetute disavventure sentimentali, Rosa decide che il web sarà il mezzo che la porterà a trovare l'uomo della sua vita e s'iscrive a tutti i social network. Maya, nonostante provi un forte sentimento per Tommaso, riesce a vivere la sua storia solo attraverso incontri fugaci. Lea, accecata dall'amore per Ermanno, accetta ogni sua proposta per compiacerlo.
Emanuele e Cristina sono alle prese con i problemi di cuore. Alla notizia del ritorno in palestra di Raoul, la ragazza riprende le lezioni di kick boxing e diventa protagonista di uno spiacevole incidente che le farà perdere ogni speranza di conquistare il bell'istruttore. Emanuele ha il suo primo appuntamento con Viola che viene interrotto dalla notizia dell'incidente di Raoul. Destini diversi per le storie dei due fratellastri: Raoul dichiara i suoi sentimenti a un'incredula Cristina, mentre Emanuele scopre che Viola ha già un fidanzato.
Se davanti agli amici e alla famiglia Paolo fa l'uomo moderno che non teme il successo della sua fidanzata, in sogno confessa a Michele tutte le sue preoccupazioni.
Monica, ignara dei sentimenti che Adriano prova per lei, continua a richiedere costanti attenzioni. Adriano, che non ha il coraggio di confessare il suo amore e si sente in colpa nei confronti del fratello, chiede aiuto a Paolo.
- Ascolti Italia: telespettatori 4.049.000 - share 20.51%[1]

## Dimmi quando
- Diretto da:
- Scritto da:

### Trama
Quando Laura torna dal suo viaggio di lavoro non trova nessuno a casa ad accoglierla. La neoscrittrice si rende conto che forse sta trascurando la famiglia e decide di mettere da parte la carriera per dedicare più tempo ai suoi figli e a Paolo ma Clelia la mette in guardia, avvertendola che certe occasioni capitano una sola volta nella vita. Intanto Paolo, al fianco di Valeria, si getta a capofitto nella realizzazione del vivaio. 
Adriano confida a Paolo i suoi sentimenti per Monica, ma lui lo dissuade convincendolo che non è realmente innamorato della quasi cognata e lo invita a starle il più lontano possibile. Cristina si trova a gestire una complicata relazione con Raoul: il ragazzo non l'ha ancora invitata a uscire, ma si limita a incontrarla di giorno davanti alla scuola. Emanuele, scoraggiato dalle informazioni che la sorellastra gli riferisce sul conto di Sandrino, vuole trovare a tutti i costi un modo per dimenticare Viola. Giulio aiuta Stefania a gestire l'ansia per l'arrivo del piccolo Yang che non tarda a dimostrare alla neomamma il suo affetto. Maya è distrutta dalla sua relazione clandestina; le ragazze le consigliano di chiarire la sua situazione con Tommaso che continua a farla sperare. Dopo il fallimento delle conquiste online, Rosa si iscrive in palestra, dove è sicura che troverà l'uomo giusto per lei. Lea deve fare i conti con l'arrivo in redazione della stravagante madre di Ermanno. Adriano, tormentato dall'amore che nutre per Monica, incontra in sogno Michele che lo rassicura e lo incoraggia a intraprendere una relazione lei. Purtroppo Adriano non ricorda i sogni e una volta sveglio continua a sentirsi in colpa nei confronti del fratello. Intanto arriva il giorno della prima ecografia e Monica, accompagnata da Adriano e Laura, si emoziona davanti all'immagine del suo bambino. Michele segue l'evento dal Paradiso.
Laura vuole festeggiare il suo ritorno con una cena di famiglia, ma tutti si dileguano. Finalmente Cristina esce per la prima volta con Raoul: tutto sembra andare nel migliore dei modi fino a quando l'istruttore assume uno strano atteggiamento che manda in crisi la ragazza. Emanuele accetta di partecipare a una partita di calcetto organizzata da Sandrino per compiacere l'amata Viola. Nina va a una festa a casa di Ciro Capone. Marco comunica a Laura che una casa editrice francese vuole pubblicare il suo libro e le prospetta un nuovo viaggio di lavoro.
- Ascolti Italia: telespettatori 5.010.000 - share 17,98%[1]

## Se stasera sono qui
- Diretto da:
- Scritto da:

### Trama
Il libro di Laura "Innamorate pazze" sarà pubblicato anche in francese: lei dovrà incontrare l'editore insieme a Marco a Sorrento, il che significa partire di nuovo per 3 giorni e non sa come dirlo a Paolo. Lui e Valeria del vivaio hanno un problema con tantissimi fiori arrivati in anticipo, non hanno più soldi e quindi Laura regala loro la serra, un po' per i sensi di colpa, un po' per supportarlo in questo suo nuovo lavoro. 
Michele appare in sogno a Monica, e le rivela che sta per entrare nella sua vita un uomo con il nome di un imperatore: la donna quindi chiede sempre il nome agli uomini che le si avvicinano durante la puntata, rimanendo sempre delusa.
Cristina decide di affrontare Raul, che non risponde ai suoi sms e ha cambiato turno di allenamento, facendosi mettere la mattina, quando la ragazza è a lezione. Va sotto casa sua, e Raul la evita, dicendole di far finta di non averlo mai conosciuto.
Stefania si prepara per l'arrivo di Yang e cucina specialità coreane, ma il bambino, cresciuto in Italia, preferirà un hamburger con le patatine fritte preparato da Laura.
Emanuele aiuta Viola a ripassare Romeo e Giulietta, ma sono interrotti dall'arrivo di Sandrino. Viola andrà a scusarsi a casa di Emanuele, dicendogli che certe volte la perfezione di Sandrino la infastidisce, e preferirebbe una persona "normale", riferendosi a Emanuele, che non si è mai sentito "normale" rispetto agli altri ragazzi. Viola bacia per la prima volta Emanuele.
Lea riceve un'offerta di lavoro a Londra, decide di accettarla e chiede ad Ermanno di seguirla.
Arriva il giorno dell'inaugurazione del vivaio di Paolo e Valeria: partecipano tutti, anche la piccola Nina che si innamora del cuginetto Yang, lasciano il "suo" Ciro Capone; Yang vede per la prima volta "nonna Clelia", che immagina vestita da fata madrina. Adriano beve un Negroni al posto dell'aranciata ed, essendo astemio, si ubriaca: avvicina Monica e le dichiara il suo amore in modo molto duro e irruente, spaventandola e quasi aggredendola; le confessa di aver avuto il "benestare" da Michele durante un sogno. Monica va via dalla festa e riflettendo, capisce, arrabbiandosi, che l'imperatore a cui si riferiva Michele è Adriano.
Paolo è geloso di Marco e confessa a Laura la sua gelosia, dicendole di non partire. Ma Laura sente di realizzarsi finalmente con la sua carriera, quindi vuole partire.
- Ascolti Italia: telespettatori 4.270.000 - share 20,79%[1]

## La lontananza
- Diretto da:
- Scritto da:

### Trama
Laura parte per Sorrento senza chiarirsi con Paolo che è sempre più geloso del rapporto che l'editore ha con la sua compagna. Entrambi, sperando nella telefonata dell'altro, aspettano che la situazione si blocchi. Nonostante il momento magico della sua carriera, Laura è triste e pensa sempre a Paolo da cui si aspettava maggiore sostegno in un momento così delicato della sua vita. 
Dopo la dichiarazione all'inaugurazione del vivaio, Adriano lascia casa di Monica che, se in un primo momento si sente finalmente libera, dopo aver parlato con Paolo, presa dai sensi di colpa, inizia ad avere delle visioni in cui il mancato cognato prova a togliersi la vita. Michele raggiunge Monica in sogno per indicarle il luogo in cui Adriano si è rifugiato per guarire dalla delusione amorosa che gli ha procurato e la invita a raggiungerlo per riportarlo a casa. Cristina prova a dimenticare Raoul, ma i suoi tentativi non vanno a buon fine. Viola cerca di spiegarle che suo fratello ha un carattere particolare e prova a dissuaderla dal mettere da parte i suoi sentimenti. Emanuele è al settimo cielo dopo la dichiarazione d'amore di Viola, che ha lasciato Sandrino. Il ragazzo confida ad Emanuele le sue pene, ignaro che è proprio lui il motivo della rottura. Quando Sandrino lo scopre lo aggredisce sotto casa di Viola. 
Giulio e Stefania sono emozionati per il primo giorno di scuola del piccolo Yang che è sempre più affascinato da nonna Clelia, che invece rifiuta di vederlo. In redazione, Ermanno e Lea preparano la partenza per Londra nonostante le difficoltà che il grafico trova nell'approccio con la nuova lingua. Ermanno, che propone una rubrica dedicata al pubblico maschile su “Tu donna”, torna sui suoi passi e comunica a Lea la sua decisione di restare in Italia perché si sente appagato dal suo nuovo lavoro. Maya, che promette alle amiche di porre fine alla sua relazione clandestina, fa credere a Tommaso di frequentare un altro uomo. Rosa è entusiasta per la sua nuova storia: l'uomo che frequenta la ricopre di regali per spingerla indirettamente a cambiare look. 
Quando finalmente Laura e Paolo riescono a parlarsi al telefono, lui le fa una scenata di gelosia. I due innamorati non riescono ad essere sinceri sui loro reali sentimenti e continuano a raccontarsi bugie.
- Ascolti Italia: telespettatori 5.245.000 - share 19,45%[1]

## Innocenti evasioni
- Diretto da:
- Scritto da:

### Trama
Paolo sogna Laura e Marco presi dalla passione, ma poi si ritrova “nell'ufficio” di Michele che lo rassicura sul comportamento della sua compagna. Laura, per telefono, non trova il coraggio di parlare a Paolo della serata trascorsa con il suo editore. Entrambi temono di essere attratti dai loro collaboratori. Giulio prova a conquistarsi l'affetto di Yang facendogli dei regali, ma quando la situazione gli sfugge di mano ci pensa Clelia a riportare l'ordine nelle abitudini del bambino che ha un debole per la nonna acquisita. Monica, in seguito alle indicazioni ricevute da Michele, si mobilità per raggiungere Adriano sulla cima della montagna. Nel suo viaggio si imbatte in un gruppo di ornitologhe alla ricerca di uccelli rari. Dopo essersi persa più volte tra i sentieri di montagna, riesce a ritrovare Adriano. I due si chiariscono, ma il mancato cognato mente sui suoi sentimenti, dicendole che le ha confessato il suo amore solo perché era ubriaco. 
Maya, ricongiuntasi con Tommaso che ha finalmente lasciato la moglie, si trova alle prese con l'insolito ruolo di casalinga. Lea, cosciente del fatto che una storia a distanza non potrebbe mai funzionare, comunica alle sue amiche di aver lasciato Ermanno, ma al momento della partenza, su suggerimento delle ragazze, lui la raggiunge in aeroporto. Dopo i ripetuti tentativi di Giannetto di cambiare il look di Rosa, la donna si rende conto che il suo spasimante aveva l'intenzione di trasformarla in una copia della sua ex moglie. 
Cristina decide di non frequentare più le lezioni di kick boxing per non essere costretta ad incontrare Raoul, ma prima di lasciare la palestra ha l'occasione di fare una scenata di gelosia al bell'istruttore. Per tirarsi un po' su, organizza una festa a casa e in cuor suo spera nell'arrivo del suo amato. Solo a fine serata, Raoul la raggiunge e prova a spiegarle quali sono le ragioni che gli impediscono di continuare a frequentarla. Prima di incontrare gli editori francesi, Laura chiama Paolo che si arrabbia alla notizia della serata che la sua compagna ha trascorso con Marco. Nonostante la richiesta di comprensione da parte della scrittrice, Paolo non sente ragioni. Laura e Paolo sono sempre più vicini a Marco e Valeria.
- Ascolti Italia: telespettatori 4.402.000 - share 21,51%[1]

## Bianco Natale
- Diretto da:
- Scritto da:

### Trama
Paolo non sa se confessare o no a Laura di averla tradita e spesso viene chiamato da Michele.
Cristina scopre che il ragazzo che le piace tanto, Raul, ricambia ma che ha paura di stare con lei perché è sieropositivo. Questa notizia la sconvolge. Elio ritorna in redazione all'interno di un pacco regalo 
- Ascolti Italia: telespettatori 4.478.000 - share 17,16%[1]

## Senza paura
- Diretto da:
- Scritto da:

### Trama
Laura organizza un viaggio a sorpresa per Paolo, durante il quale gli avrebbe voluto chiedere di sposarla. Egli intanto riceve un pugno in faccia da Gianluca, il quale era venuto a sapere che Valeria (sua compagna e collega di Paolo) l'aveva tradito con Paolo appunto. Paolo è terrorizzato perché teme che Gianluca per vendetta racconti tutto a Laura, ma alla fine sarà proprio Paolo a confessare il suo tradimento sulla spiaggia mentre Laura gli chiedeva di sposarla.
- Ascolti Italia: telespettatori 3.981.000 - share 20,42%[1]

## Un attimo di pace
- Diretto da:
- Scritto da:

### Trama
Il rapporto tra Paolo e Laura sembra andare a gonfie vele dopo la ritrovata intimità, ma Laura sente che Paolo le sta nascondendo qualcosa. Su consiglio di Michele, Paolo ha deciso di non essere sincero con la sua compagna e, alla notizia che Valeria ha lasciato Gianluca, teme che il suo tradimento possa venire allo scoperto. Dopo il bacio alla festa di Capodanno, Adriano chiede a Monica di scaricare Bea per conto suo, ma dopo aver ascoltato i consigli di Paolo, l'ornitologo sceglie di proseguire la sua relazione. Monica cerca di nascondere la gelosia che prova nei confronti del quasi cognato. 
In redazione si lavora al prossimo numero della rivista: la direttrice sceglie di dedicarla agli inganni d'amore. Le ragazze propongono articoli legati alle proprie esperienze personali. Maya è entusiasta di conoscere il fratello di Tommaso, ma questo incontro le riserva una brutta sorpresa perché scopre di avere avuto una relazione con lui. Elio, con la scusa di testare un quiz per le lettrici di “Tu donna”, cerca di capire se i sentimenti di Maya per Tommaso sono così forti come lei vuole fargli credere. Quando le ragazze scoprono l'amore che il giornalista prova per la collega non perdono occasione per dargli dei consigli. Clelia non è per niente abbattuta dopo l'abbandono del marito e si dedica alla cura dei suoi nipoti. Mario spiega a Laura che ha lasciato casa perché non riesce a superare il flirt che sua madre ha avuto in passato nonostante fossero già sposati. 
Emanuele e Viola sono sempre più innamorati e la loro relazione porta il genio di famiglia a distrarsi dai doveri scolastici, tanto da essere ripreso dalla professoressa Mancuso. Cristina, sorpresa sotto casa da Paolo e Laura, non può fare a meno di presentare il suo nuovo fidanzato. Durante la cena, a cui prendono parte anche le zie, Viola e Raoul non possono sottrarsi alle pressanti domande di tutta la famiglia. Stefania, per salvare il suo matrimonio, porta Giulio alla scuola di ballo spiegandogli che sarà la cura alla loro crisi di coppia. La reticenza iniziale scompare e Giulio si fa trascinare dalla moglie in questa nuova avventura. 
Adriano fa un regalo a Bea e rimane piacevolmente sorpreso quando scopre che l'eccentrica parrucchiera si sta documentando sul mondo degli uccelli solo per amore suo. Durante il primo appuntamento l'ornitologo ha le visioni di Monica, ma Bea gli dimostra tutta la sua passione. Gianluca, intento a scoprire il motivo della rottura con la sua promessa sposa, legge un messaggio di Paolo sul telefonino di Valeria.
- Ascolti Italia: telespettatori 4.507.000 - share 16,41%[1]

## In ginocchio da te
- Diretto da:
- Scritto da:

### Trama
Paolo, perseguitato dai rimorsi di coscienza, sogna che tutti hanno scoperto il suo tradimento, ma al suo risveglio Laura lo rassicura sul loro rapporto, promettendogli che non lo lascerà mai. Monica scopre che Adriano ha passato la notte da Bea. La futura mamma è talmente gelosa che non riesce nemmeno a pronunciare il nome della vicina di casa. Clelia attende il ritorno del marito, ma quando Mario le spiega che non ha nessuna intenzione di tornare sui suoi passi, la cinica donna va su tutte le furie.
Michele vorrebbe intervenire per aiutare Paolo e Adriano, ma gli viene impedita qualsiasi interazione con la terra e deve assistere impotente alle vicende dei suoi cari. Paolo condivide con Valeria le sue preoccupazioni per l'imprevedibile reazione di Gianluca che si reca al vivaio e lo aggredisce fisicamente. Paolo va in crisi al pensiero che possa raccontare tutto a Laura. Maya è disperata: Tommaso l'ha lasciata dopo aver scoperto le sue performance sessuali con il fratello. Laura vuole organizzare un matrimonio a sorpresa e chiede a Monica di farle da testimone. Monica viene colta da improvvisi malori. Laura comprende che gli attacchi d'asma dell'amica dipendono dalla relazione tra Bea e Adriano e, preoccupata, chiede all'ornitologo di starle vicino.
La professoressa Mancuso sviene quando scopre Emanuele e Viola in atteggiamenti intimi nella biblioteca della scuola. Solo l'intercessione di Cristina evita ai due innamorati una pesante sospensione. Cristina non riesce a vivere con serenità il suo rapporto con Raoul perché teme di ferirlo, ma sarà lo stesso Raoul a tranquillizzarla sul fatto che non hanno ancora fatto l'amore. La relazione tra Adriano e Bea continua e l'ornitologo propone a Monica un incontro con la sua fidanzata. Monica, convinta di poter superare i suoi malori, accetta, ma quando rincasa si chiude in camera senza dare una spiegazione precisa al cognato. 
Paolo incontra Gianluca e lo implora di mantenere il segreto con Laura che intanto non riesce a spiegarsi lo strano comportamento del compagno e cerca di capire che cosa nasconde. Stefania e Giulio continuano a frequentare in gran segreto la scuola di ballo che si rivela un toccasana per la loro crisi matrimoniale. È tutto pronto per la romantica cena che Laura ha organizzato per il suo futuro marito. Quando lei le chiede di sposarlo, Paolo le confessa il suo tradimento.
- Ascolti Italia: telespettatori 4.093.000 - share 19,55%[1]

## Il mare d'inverno
- Diretto da:
- Scritto da:

### Trama
Laura ripensa alla confessione di Paolo e non riesce a darsi pace per il tradimento del suo compagno. Paolo prova a rimediare, ma la scrittrice non sente ragioni e lo obbliga a mantenere il segreto con i figli. Adriano continua a frequentare casa di Bea e Monica è molto gelosa della loro relazione. Per creare scompiglio nella vita del cognato, mette in atto un piano per sabotare le sue abitudini. Intanto Michele osserva il comportamento della sua amata dal Paradiso.
Per Emanuele e Cristina arrivano i tanto attesi 18 anni e per festeggiare nel migliore dei modi hanno il permesso di organizzare una festa a casa.
Stefania e Giulio, che hanno ormai ravvivato il loro matrimonio, spiegano a Yang qual è il segreto della loro felicità. Il bambino si vergogna dei suoi genitori in versione ballerina e rivela tutto a Clelia in cambio di un intero pomeriggio in sua compagnia. La cinica nonna accusa figlia e genero di essere patetici e li informa che non si occuperà più delle gemelle.
Paolo dice a Valeria che è stato lui a rivelare il tradimento a Laura e si dichiara pronto a fare di tutto per rimediare al suo errore, proponendo alla collega di non incontrarsi più al vivaio. Laura non può fare a meno di confidarsi con le sue amiche e ammette di essere in crisi perché non sa davvero come comportarsi. L'intera redazione si trasferisce in un centro di bellezza. Qui ognuno fa il punto sulla sua vita. Maya è entusiasta del suo rapporto con Tommaso che procede a gonfie vele. Rosa si dispera perché la sua condizione economica le impedisce di permettersi una baby sitter che si occupi dei gemelli quando deve uscire con un uomo. Elio finge di avere una relazione per suscitare la gelosia di Maya che non perde l'occasione di proporgli un'uscita a quattro con il suo Tommaso.
I ragazzi della squadra di pallanuoto se la prendono con Paolo quando vengono informati che il bel Raoul si allenerà con loro.
Laura chiede a Marco di tornare a lavorare insieme; non riesce proprio a perdonare Paolo ed evita qualsiasi contatto con lui. 
Monica ha preparato uno scherzo per Adriano, ma quando rincasa va su tutte le furie perché l'ornitologo si sta intrattenendo nella sua stanza con Bea. Scappa e si rifugia in redazione dove viene raggiunta da Laura a cui ha finalmente il coraggio di confessare il suo amore per Adriano.
Tutto è pronto per la festa. Emanuele e Cristina ricevono i loro amici, ma sono del tutto presi dai rispettivi fidanzati. Cristina mette da parte ogni dubbio e decide di fare l'amore con Raoul. Viola lascia la festa con una scusa, ma allo scoccare della mezzanotte Emanuele la raggiunge a casa sua per festeggiare i suoi 18 anni. La sorpresa fallisce quando scopre la fidanzata in compagnia di Sandrino, il suo ex ragazzo.
- Ascolti Italia: telespettatori 4.268.000 - share 16,68%[1]

## Via
- Diretto da:
- Scritto da:

### Trama
Laura non riesce ad accettare il fatto che Paolo l'abbia tradita con Valeria e fa di tutto per evitarlo e per rendergli la vita difficile. Intanto, alla festa di compleanno di Emanuele, Cristina e Raoul decidono di fare l'amore dopo aver rimandato a lungo a causa della malattia di lui. Anche la storia tra Emanuele e Viola sembra andare a gonfie vele, fin quando quest'ultimo non scopre che la sua ragazza lo tradisce con Sandrino, il suo ex. Alla festa anche l'amica di Cristina, Martina, s'innamora di un alunno di pallanuoto di Paolo. 
Monica, però, non sta passando un bel periodo. È gelosa di Bea, la nuova fidanzata di Adriano, ma non vuole ammetterlo né a se stessa né alle sue amiche.
- Ascolti Italia: telespettatori 4.037.000 - share 20,34%[1]

## Senza pietà
- Diretto da:
- Scritto da:

### Trama
Laura vuole mettere dei paletti tra lei e Paolo ed etichetta ogni cosa presente in casa per sottolineare la loro separazione. Anche le sue amiche incoraggiano la strategia di tensione che la scrittrice sta portando avanti, mentre Paolo si arrabbia perché non la aiutano a riflettere sul loro rapporto che sembra ormai irrecuperabile. Adriano vive una vera e propria metamorfosi dopo la dichiarazione d'amore di Monica, spogliandosi dei panni dell'ornitologo impacciato e mettendo in mostra delle doti fisiche che le ragazze della redazione non possono fare a meno di notare con entusiasmo. Ma la relazione tra il rinato Adriano e la quasi cognata non è tutta rose e fiori; entrambi confidano ai propri amici la loro preoccupazione sul fatto che non hanno ancora fatto l'amore. Monica si sente bloccata perché vive l'intimità con Adriano come un tradimento nei confronti di Michele, tant'è vero che inizia ad avere delle visioni. Emanuele, accecato dall'amore per Viola, accetta la proposta di portare avanti un rapporto a tre con delle rigide regole da rispettare. Mario continua ad assistere Clelia che finge di stare ancora male per trattenerlo a casa accanto a sé. Elio vuole approfittare dell'assenza di Tommaso per una settimana per conquistare Maya e la invita a cena a casa sua, ma la ragazza rifiuta la proposta per stare con i figli del suo compagno. L'eccentrica redattrice finisce in ospedale per colpa dei figliastri che cercano di farla fuori facendole ingerire una massiccia dose di tranquillanti. Qui Elio prova a farla ragionare, ma Tommaso arriva preoccupato al suo capezzale. Durante una cena a casa tra Laura e Marco, Paolo ascolta di nascosto una conversazione e interpreta male le loro parole, credendo che il discorso sia riferito a una relazione segreta. Paolo è tormentato, vorrebbe rimediare ai suoi errori, ma nessuno gli dà la possibilità di farlo. Cristina lo tratta male e lo avverte che non riconosce più la sua autorità, Laura evita ogni contatto e anche le zie non gli concedono un'altra chance. Stefania e Giulio sono emozionati per la prima gara di ballo e si esibiscono sotto gli occhi stupiti dei loro familiari. Ma a fine gara, quando il giudice proclama il loro quarto posto, Clelia ingaggia una polemica contro la giuria accusandola di non essere competente. 
Monica incontra in sogno Michele. L'ex rubacuori le spiega che si porta dietro residui di impulsi umani e per questo prova ancora gelosia nei suoi confronti. Per entrambi è difficile dirsi addio, ma un ultimo bacio segna la fine della loro storia d'amore. Michele saluta Monica che adesso è pronta per la sua nuova vita con Adriano. Paolo trova il manuale di Cristina sulla sieropositività. La ragazza non può più tacere la malattia del suo fidanzato. Sconvolto dalle rivelazioni di Cristina, Paolo non reagisce più alle provocazioni di Laura.
- Ascolti Italia: telespettatori 4.540.000 - share 17,44%[1]

## Almeno tu nell'universo
- Diretto da:
- Scritto da:

### Trama
Cristina va su tutte le furie quando Paolo le chiede di troncare la sua relazione con Raoul. Laura è preoccupata e cerca di capire con le sue amiche quale sia la natura del malessere del suo compagno. Elio vuole licenziarsi, lavorare a stretto contatto con Maya gli procura una sofferenza ormai divenuta intollerabile. Stefania e Giulio prendono la varicella e contagiano il resto della famiglia. Stefania propone al marito di continuare comunque le lezioni di ballo per infettare gli altri concorrenti e metterli fuori gioco dalla gara. Ma la tattica messa in piedi da Giulio non ha gli effetti sperati. Paolo si rifiuta di parlare con Raoul che abbandona gli allenamenti di pallanuoto per la gioia di Capone che torna a essere al centro delle attenzioni del suo allenatore. Laura va a trovare Valeria. La vivaista le confessa di provare dei sentimenti per Paolo, ma che non ha più rivisto il suo collega perché è stato proprio lui a decidere di occuparsi separatamente della loro attività. Credendo che il marito sia uscito di casa, Clelia prenota un massaggio. All'uscita del centro benessere, Mario le rivela di aver scoperto il suo inganno e solo se accetterà di sposarlo un'altra volta resterà per sempre al suo fianco. 
Rosa è entusiasta delle capacità di Teo con i bambini e non manca di notare anche la sua prestanza fisica. Maya è commossa dalle attenzioni che i figli di Tommaso le riservano per farsi perdonare della marachella che l'ha fatta finire in ospedale. 
Paolo raggiunge Raoul e gli fa una scenata, accusandolo di approfittarsi di sua figlia. Non riuscendo a far ragionare né Raoul, né Cristina, si rivolge alla professoressa Mancuso che però gli nega il suo aiuto prendendo le difese del nipote. 
Adriano accompagna Monica al corso pre-parto, ma presi dai discorsi su Paolo e Laura non riescono a seguire la lezione. Dopo un acceso litigio con l'insegnante, Monica decide di abbandonare il corso. Se in un primo momento il rapporto a tre non crea problemi, sia Emanuele che Sandrino iniziano a chiedere di più a Viola. Emanuele capisce che la relazione a tre non fa per lui e lascia il "gioco". Marco approva l'introduzione del libro di Laura. La scrittrice, presa da un attimo di panico, bacia il suo editore, ma si pente subito dopo e viene presa da una crisi di pianto. Paolo chiarisce la situazione con Raoul e Cristina e promette che gli starà vicino. Laura ascolta la conversazione e Paolo la mette al corrente della situazione di sua figlia. Monica, rovistando nei cassetti di Adriano, trova il suo certificato di matrimonio.
- Ascolti Italia: telespettatori 4.508.000 - share 21,56%[1]

## Mi fido di te
- Diretto da:
- Scritto da:

### Trama
Monica soffre di incubi dopo aver scoperto che Adriano ha una moglie. Intanto dal Paradiso Michele si accerta della veridicità del matrimonio segreto di suo fratello. Ormai al corrente della malattia di Raoul, Laura supera l'imbarazzo e offre il suo sostegno a Cristina. Per la ragazza si avvicinano gli ultimi compiti in classe prima della maturità e insieme a Martina escogita un piano per superarli, ma purtroppo le cose non vanno nel verso giusto. A questo punto interviene Raoul che la invita a studiare seriamente per poter recuperare il tempo perso. Laura propone una tregua a Paolo e lo invita a uscire a cena, ma lo prega di non illudersi perché non si tratta di una riconciliazione, ma solo il concedergli un'altra possibilità. Viola, divisa tra l'amore per due ragazzi, viene messa alle strette da Emanuele. Quando la ragazza gli comunica di preferire Sandrino, il genio di famiglia piomba in un pessimismo cosmico dal quale neanche Cristina riesce a farlo uscire. Elio si lamenta con le ragazze che non tengono in considerazione la sofferenza che gli procura continuare a lavorare al fianco di Maya che è decisa ad avere un figlio da Tommaso. Le amiche la mettono subito in guardia, invitandola a valutare pregi e difetti del suo compagno. Monica pedina la presunta moglie di Adriano che, accorgendosi di lei, la denuncia alla polizia. Quando Adriano si presenta in commissariato, Monica gli fa una scenata. L'ornitologo le spiega che il matrimonio è solo una formalità per aiutare la compagna straniera di un amico a restare in Italia. Paolo è entusiasta di uscire con Laura e accetta consigli sul ristorante da prenotare per la cena della riconciliazione. Prima del grande evento incontra Michele in sogno perché ha bisogno dei suoi preziosi consigli su come comportarsi. Anche le zie danno una tregua al nipote prediletto e lo aiutano a prepararsi per la cena. Nina prova a conquistare il cuore del piccolo Yang ed è pazzamente gelosa di nonna Clelia che invece chiede l'aiuto di Stefania per far rinsavire Mario, reo di averle chiesto di sposarlo di nuovo. Laura riceve i fiori di Paolo, ma continua ad avere dei dubbi sulla possibilità di dargli di nuovo fiducia. Per questo Rosa le consiglia di leggere un articolo scritto proprio da lei su "Tu donna". Nonostante i programmi di Paolo non vengano rispettati, la cena sembra essere un successo. Ma è qui che Laura capisce di non fidarsi più del suo compagno, ma non ha il coraggio di confessarlo.
- Ascolti Italia: telespettatori 4.718.000 - share 17,32%[1]

## Non gioco più
- Diretto da:
- Scritto da:

### Trama
Clelia torna dall'ospedale. Quando a casa si accorge dell'assenza di Mario smette di recitare la parte dell'ammalata. Monica crede che Adriano non la ami realmente, ma veda in lei un caso umano da salvare. Michele si commuove quando ascolta Adriano confidare a Paolo la decisione di riconoscere suo figlio. Emanuele ha perso la ragione, non riesce a darsi pace per l'abbandono di Viola e questo lo porta a trascurare persino lo studio. Laura si confida con le sue amiche e mente anche a se stessa quando dice di non avere nessuna preoccupazione per il suo rapporto con Paolo. Le ragazze accusano Rosa di opportunismo perché accetta i regali dell'uomo con cui sta uscendo senza avere una relazione seria con lui. Quando Tommaso scopre la lista dei difetti che Maya sta stilando per rendersi conto delle sue qualità, si arrabbia senza sentire ragioni. Cristina propone a Martina un piano per superare gli esami di maturità: devono racimolare 1000 € per comprare in anticipo le tracce dei compiti offerte online. Al momento della transazione la ragazza ci ripensa, presa dai rimorsi di coscienza nei confronti di Raoul. Clelia vorrebbe accettare la proposta di matrimonio di Mario, ma non riesce a riconoscerlo. Solo quando Yang scappa di casa per raggiungerla, riesce a chiarirsi le idee. Laura, accecata dalla gelosia, osserva l'incontro tra Paolo e Valeria, senza sapere che il suo compagno ha intenzione di lasciare il vivaio per fugare ogni dubbio sulla sua condotta. Rosa, dopo aver lasciato l'uomo facoltoso che la riempiva di regali non riesce a resistere al fascino di Teo e si lascia prendere dalla passione. Paolo incontra Michele in sogno. Il suo migliore amico ha preparato una cena per lui e Laura affinché possano riconciliarsi sul serio, ma sul più bello la scrittrice si sveglia e svanisce dal sogno. Elio prega Monica di trovare un sostituto, ma la direttrice e Rosa lo invitano a notare la profonda crisi di Maya che potrebbe portarla a lasciare Tommaso. Quando Elio trova finalmente il coraggio di confessare il suo amore, Maya resta senza parole. Arriva la finale della gara di ballo di Giulio e Stefania. Mentre la coppia si esibisce, Clelia accetta la proposta di matrimonio di Mario. Quando Monica spiega ad Adriano che secondo lei non è realmente innamorato, lui si infuria e scappa via di casa. Per la futura mamma questa è la prova dei suoi sentimenti e gli corre dietro per riconquistarlo. Paolo e Laura si rendono conto che il loro rapporto è ormai giunto al capolinea.
- Ascolti Italia: telespettatori 4.502.000 - share 18,91%[1]

## Tra te e il mare
- Diretto da:
- Scritto da:

### Trama
Paolo va via di casa e si trasferisce in un nuovo appartamento nell'attesa che le cose si sistemino. La separazione però non giova alla coppia e entrambi pensano ai momenti passati insieme.
Emanuele è in crisi profonda. Viola si sincera delle sue condizioni e lui le spiega che non troverà mai un ragazzo che la ama come l'ha amata lui. Cristina e Martina esultano per l'ammissione agli esami di stato e accolgono la professoressa Mancuso con uno striscione di ringraziamento, ma l'insegnante le mette in guardia perché gli esami non saranno una passeggiata. Il presidente di commissione è un certo Ugo Di Magistris, detto “Ugolino”, un professore molto temuto fin dai tempi dell'università. Cristina si consola quando viene a conoscenza di un'amicizia delle zie al Ministero per avere in anticipo le tracce del tema.
Laura pensa al suo ex marito e lo chiama per spiegargli la situazione con Paolo. Riccardo le propone di trasferirsi per un periodo a Denver. 
Monica e Adriano continuano gli esercizi pre-parto e pensano a un piano per aiutare i loro amici a rimettersi insieme.
Mario spiega con delicatezza a Yang che sposerà Clelia e si prenderà cura di lei. Clelia cerca di convincersi che ce la farà ad affrontare il matrimonio.
Sulla scia degli avvenimenti l'argomento per il prossimo numero di “Tu donna” è amore e tradimento, quando quest'ultimo rafforza il rapporto di coppia. La scelta non è casuale, l'obiettivo è aiutare Paolo e Laura a tornare sui loro passi.
Maya ignora Elio perché turbata dai sentimenti che il grafico prova nei suoi confronti. Rosa continua la relazione clandestina con Teo, l'età del suo amante le impedisce di dire la verità alle sue amiche. La discussione con il giovane baby sitter la mette in crisi, ma Monica e Maya la incoraggiano a continuare la sua relazione. Valeria propone a Paolo di rilevare il vivaio, ha intenzione di partire e andare lontano da lui. La ragazza, che ha a cuore la felicità del suo collega, lo invita a riconquistare Laura, l'unica donna che ama veramente. Clelia e Stefania arrivano in soccorso di Laura con una scorta di alcolici per farla ragionare. Per questa missione si fanno avanti anche le zie. Ma Laura lascia tutti senza parole quando annuncia la sua partenza per gli Stati Uniti. La scrittrice, ubriaca, incontra Michele in sogno. 
Adriano usa le teorie sugli uccelli per spiegare a Paolo la soluzione ai suoi problemi: come le rondini, deve emigrare per rinascere insieme alla sua famiglia.
Adriano riceve la comunicazione per un viaggio al Polo Nord che gli permetterà di assistere al passaggio dell'oca delle nevi, il suo sogno fin da bambino. 
Stefania, sotto l'effetto dell'alcol, ha una visione e chiama suo padre e Giulio per organizzare un piano che consenta di recuperare il rapporto tra Laura a e Paolo. 
Viola, perseguitata dalle visioni di Emanuele, spiega a Sandrino che non può fare a meno del suo ex. Paolo ha prenotato un viaggio in Sud America per tutta la famiglia, ma le sue speranze vengono deluse quando scopre la decisione di Laura di raggiungere Riccardo a Denver.
- Canzoni interpretate nell'episodio: Ti lascerò
- Partecipazione speciale: Dario Argento nel ruolo di Ugo "Ugolino" De Magistris.
- Ascolti Italia: telespettatori 4.567.000 - share 18,38%[1]

## I migliori anni della nostra vita
- Diretto da:
- Scritto da:

### Trama
Arriva il giorno della prima prova dell'esame di maturità. Cristina e Martina usano tutte le tecniche di copiatura esistenti, mentre per Emanuele è preso da tutt'altri pensieri. Viola decide di confessare il suo ritrovato amore per Emanuele, ma l'intervento di Cristina la dissuade a rimandare tutto a quando gli esami saranno finiti. La lettura delle tracce è un fulmine a ciel sereno, le anticipazioni delle zie non coincidono con i temi ministeriali. Cristina e il resto della classe vanno nel panico, ma l'aiuto della professoressa Mancuso si rivelerà provvidenziale.
Giulio e Stefania incoraggiano Paolo e lo aiutano a preparare un numero di danza per riconquistare Laura.
Monica, nonostante la preoccupazione per l'imminente nascita del bambino, sprona Adriano a non rinunciare al viaggio in Artide e lo inganna quando fa dire al ginecologo che non c'è il rischio di un parto anticipato. 
Clelia, preoccupata dalle strane telefonate di Mario, lo avverte che non gradisce alcuna sorpresa per il giorno delle nozze.
Nonostante la brutta reazione di Tommaso al desiderio di maternità di Maya, la ragazza spera ancora di avere un figlio dal compagno, ma le amiche le spiegano di non illudersi. Intanto Elio ha lasciato in redazione una lettera con le sue dimissioni, ma Rosa lo invita a partire dopo il matrimonio di Clelia e Mario.
Monica incontra Michele in sogno. Il quasi marito non è d'accordo sulla partenza di Adriano, ma Monica è irremovibile. Michele mette in atto un piano per scongiurare il viaggio del fratello coinvolgendo il cuoco del ristorante. 
Al ricevimento per le nozze di Mario e Clelia ognuno pensa ai suoi problemi. Le zie, ricordando la premonizione della maga, fanno la conoscenza di due uomini. Cristina mette alla prova Raoul con il trucco del messaggio consigliato da Rosa e Monica.
Paolo è in ansia per la sua performance, ma Stefania e Giulio lo rassicurano. Infatti l'idea del ballo si rivela vincente e Laura si riconcilia con Paolo. Emanuele ritrova il sorriso grazie al sostegno della sorella e quando Viola si presenta per comunicargli la fine della storia con Sandrino, il genio la liquida in malo modo. La dichiarazione d'amore di Elio convince Maya a mettere fine alla relazione con Tommaso e a tuffarsi tra le sue braccia. Quando tutto sembra essersi risolto, Laura spiega a Paolo che non ha nessuna intenzione di annullare il viaggio per gli Stati Uniti.
- Canzoni interpretate nell'episodio: Say Shava Shava
- Ascolti Italia: telespettatori 4.551.000 - share 22,33%[1]

## Quando due si lasciano
- Diretto da:
- Scritto da:

### Trama
Arriva il giorno degli esami orali. Dopo avere escluso Viola dai suoi pensieri, Emanuele si è buttato a capofitto nello studio e ha preparato una tesina da 1.400 pagine con l'obiettivo di stupire Ugolino. 
Paolo sente di aver fallito e comunica a Cristina che troveranno presto una nuova casa in cui traslocare. Stefania non vuole che sua sorella lasci l'Italia e si accorda con Nina per scongiurare la partenza.
Monica teme di restare sola ora che Adriano è al Polo Nord e mette alla prova i suoi amici sull'assistenza che le possono offrire. Mario non riesce ad abituarsi ai cambiamenti di Clelia che si è trasformata in una mogliettina premurosa.
Le zie non sono pronte a gestire la situazione con Guido e Gerardo, i vedovi conosciuti al matrimonio. Non sapendo come comportarsi chiamano Clelia che prova ad aiutarle. Laura e Paolo accompagnano i figli a scuola. L'incontro si trasforma in una lite furiosa in cui la scrittrice fa presente all'ormai ex compagno che non fa più parte della sua vita ed è pronta a partire per gli Stati Uniti. Cristina e Emanuele affrontano l'esame orale sotto gli occhi dei loro genitori, ma le loro performance sono del tutto opposte. Alla fine degli esami, Viola confessa i suoi sentimenti a Emanuele che, dopo qualche tentennamento, non può fare a meno di cedere alle parole della sua amata. La promozione di Martina e Cristina è in bilico, ma l'intervento della professoressa Mancuso convince Ugolino ed entrambe le ragazze possono festeggiare il diploma. Stefania e Giulio riescono ad aprire una scuola di danza e usano Nina e Yang come promoter. Arriva il momento del parto e Rosa, Elio e Maya, presi dal panico, corrono in ospedale con Monica. Adriano aspetta il passaggio dell'oca delle nevi, ma il suo pensiero è costantemente rivolto alla sua amata. La visione di una papera parlante gli annuncia di tornare a casa perché Monica ha bisogno di lui. Nina e Yang mettono in atto una protesta a oltranza per convincere Laura a non partire per gli Stati Uniti. Laura non sa che dietro alle richieste della piccola di casa si cela un piano organizzato da sua sorella insieme al resto della famiglia. Cristina e Emanuele festeggiano la promozione sotto lo sguardo preoccupato di Paolo che fraintende la situazione.
- Ascolti Italia: telespettatori 5.463.000 - share 20,37%[1]

## Love is in the air
- Diretto da:
- Scritto da:

### Trama
Paolo non ha il coraggio di dire a Laura che non vuole che lei parta perché la ama, la stessa cosa vuole Laura stessa, che sa di essere innamorata di Paolo e non aspetta altro che lui le chieda di non partire, ma ciò non accade. Intanto Emanuele e Cristina hanno gli esami di maturità, e nella commissione c'è un professore che nessuno ha mai visto, ma si dice che sia cattivissimo. Agli esami, Emanuele porta una tesina lunghissima che fa annoiare la commissione, a Cristina vengono fatte domande a cui non sa rispondere, come a Martina e Viola, pur sapendo tutto alla perfezione, non riesce a dire niente e fa scena muta, perché pensa solo all'amato Emanuele e all'errore fatto. Grazie alla professoressa Mancuso vengono tutti promossi. Paolo è felicissimo, ma non si fida molto della figlia e la segue di nascosto, ma vede che la macchina dove ci sono dentro Cristina ed Emanuele che devono andare a festeggiare traballa e sente delle urla, pensa subito male e cade con la sua macchina, per fortuna non si fa niente ma nessuno sa dell'incidente. Paolo è per tutti scomparso, e così ognuno si mette a cercarlo, finché non viene trovato e portato all'ospedale, dove inganna Laura, approfittando di un errore dei medici, che gli rivela di amarlo e di non voler partire. La donna poco dopo scopre l'inganno e se ne va arrabbiata, ma Paolo la raggiunge e le dice di amarla, e i due si sposano nella chiesa dell'ospedale, dove trovano don Luigi e come fedi si mettono dei cerotti. Intanto, dopo ore, finalmente Monica partorisce, e accanto a lei c'è Adriano, che è tornato, sotto consiglio dell'oca parlante che ha tanto cercato. Nasce così Michelino. Poco dopo aver fatto nascere il bambino, Michele ferma il tempo e si presenta davanti a Monica, che è l'unica, insieme al neonato, che può vederlo. Michele se ne va e dice a Monica che è l'ultima volta che si vedono. Nel mentre si chiarisce il malinteso che Paolo aveva scatenato, lui capisce che Cris ed Ema non stavano facendo nulla nella macchina e lo capiscono anche Raul e Viola, a cui Paolo aveva detto tutto. Alla fine Paolo e Laura dicono a tutti di essersi sposati. La seconda stagione si conclude con tutte le coppie che ballano sulle note di Love Is In The Air.
- Guest star: Maria Bazar, cameo, cantano il brano Solo tu
- Curiosità: Durante i titoli di coda, scorrono i ringraziamenti di produttori, macchinisti, scenografi, sceneggiatori, registi della seconda serie.
- Ascolti Italia: telespettatori 5.583.000 - share 24,02%[1]